# Trekanten (tätort)
För andra betydelser, se Trekanten.
Trekanten är en tätort i Kalmar kommun i Ljungby socken i Kalmar län, belägen mitt emellan Kalmar och Nybro. Avståndet från Trekanten till Kalmar och Nybro är 17,4 respektive 14,4 kilometer.

## Befolkningsutveckling
| Befolkningsutvecklingen i Trekanten 1960–2020 | Befolkningsutvecklingen i Trekanten 1960–2020 | Befolkningsutvecklingen i Trekanten 1960–2020 | Befolkningsutvecklingen i Trekanten 1960–2020 | Befolkningsutvecklingen i Trekanten 1960–2020 |
| --------------------------------------------- | --------------------------------------------- | --------------------------------------------- | --------------------------------------------- | --------------------------------------------- |
|                                               |                                               |                                               |                                               |                                               |
| År                                            |                                               |                                               | Folkmängd                                     | Areal (ha)                                    |
| 1960                                          | 1960                                          |                                               | 680                                           |                                               |
| 1965                                          | 1965                                          |                                               | 836                                           |                                               |
| 1970                                          | 1970                                          |                                               | 954                                           |                                               |
| 1975                                          | 1975                                          |                                               | 1 118                                         |                                               |
| 1980                                          | 1980                                          |                                               | 1 273                                         |                                               |
| 1990                                          | 1990                                          |                                               | 1 297                                         | 175                                           |
| 1995                                          | 1995                                          |                                               | 1 299                                         | 183                                           |
| 2000                                          | 2000                                          |                                               | 1 263                                         | 183                                           |
| 2005                                          | 2005                                          |                                               | 1 268                                         | 192                                           |
| 2010                                          | 2010                                          |                                               | 1 422                                         | 194                                           |
| 2015                                          | 2015                                          |                                               | 1 599                                         | 271                                           |
| 2020                                          | 2020                                          |                                               | 1 579                                         | 276                                           |
| Anm.: 2015 sammanväxt med Harby               |                                               |                                               |                                               |                                               |

## Samhället
Centralt belägen står Sankt Olofs kyrka, invigd 1925, tillhörande Ljungby församling i  Svenska kyrkan.

## Kommunikationer
Linje 131 och 130 av KLT:s landsbygdsbussar kör genom Trekanten. Buss 131 kör mellan Kalmar och Nybro, medan buss 130 kör mellan Kalmar och Emmaboda. Det finns sammanlagt fem stycken busshållplatser i Trekanten. En järnvägsstation öppnades den 9 augusti 1874 och lades ned den 12 maj 1968. Den återöppnades 2015. Från stationen avgår Krösatågen mot Kalmar och mot Emmaboda med stopp i Nybro.

## Idrott och föreningsliv
I Trekanten finns fotbollsföreningen Trekantens IF, förkortat TIF. Klubbens hemmaplan heter Åvallen.    
Trekanten har också en scoutkår, grundad 1944. Trekantens scoutkår ingår sedan 2012 i riksorganisationen Scouterna och Dacke scoutdistrikt.

## Personer med anknytning till orten
- Markus Adbring, musikproducent
- Johan Hedin, musiker och riksspelman
- Tord Slättegård, operasångare vid Kungliga Operan i Stockholm
- Rickhard Blomqvist[7], musiker och musikproducent
- Ramon Pascal Lundqvist, fotbollsspelare